# هنری تاجفل
هانری تاجفل (انگلیسی: Henri Tajfel; ۲۲ ژوئن ۱۹۱۹ – ۳ مهٔ ۱۹۸۲) دانشمند در زمینه روان‌شناسی اجتماعی اهل بریتانیا بود. به دلیل کار پیشگام خود در زمینه جنبه های شناختی تعصب ( پیش‌داوری) و  نظریه هویت اجتماعی، و همچنین یکی از بنیانگذاران انجمن اروپایی روانشناسی تجربی اجتماعی شناخته شده است.